# 네드 스팍스

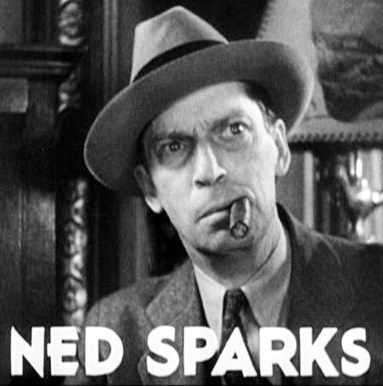

네드 스팍스(Ned Sparks, 1883년 11월 19일 ~ 1957년 4월 3일)는 캐나다의 배우, 연극 배우, 영화배우, 각본가이다.
궬프에서 태어났으며 빅터빌에서 사망하였다.

## 영화
- 마법의 도시 (1947년)
- 스테이지 도어 캔틴 (1943년)
- 더 스타 메이커 (1939년)
- 웨이크 업 앤 라이브 (1937년)
- 원 인 어 밀리언 (1936년)
- 조지 화이트의 1935 스캔달 (1935년)
- 하이, 넬리! (1934년) - 샤미 맥클루 역
- 스윗 애더라인 (1934년)
- 슬픔은 그대 가슴에 (1934년)
- 1933년의 황금광들 (1933년)
- 투 머치 하모니 (1933년)
- 고잉 헐리우드 (1933년)
- 하루 동안의 숙녀 (1933년)
- 42번가 (1933년)
- 빅 시티 블루스 (1932년)
- 아이언 맨 (1931년)
- 레더넥 (1930년)
- 데블스 홀리데이 (1930년)